# Alexandre Courson de la Villevalio
Alexandre Jacques François de Courson de La Villevallio (Trédaniel, 23 marzo 1767 – Fontainebleau, 17 gennaio 1847) è stato un generale e nobile francese.

## Biografia
Nato a Vauhéry, frazione di Trédaniel, il 23 marzo 1767, Alexandre Courson de la Villevalio iniziò la carriera militare come cadetto gentiluomo, col grado di sottotenente, il 2 settembre 1782. Incorporato nel reggimento della Lorena col grado di sottotenente dal 1º agosto 1784, fu promosso tenente il 1º luglio 1791. Espatriò come molti altri realisti francesi il 5 ottobre 1791 e si unì all'esercito del principe di Condé dove prestò servizio dal 1792 al 1798.
Ritornato in Francia il 1º ottobre 1798, ebbe il grado di colonnello nell'esercito cattolico e reale di Bretagna dal 1º ottobre 1799.
Durante i Cento Giorni, sostenne re Luigi XVIII alla testa dei volontari reali del Calvados, dal 9 marzo 1815. Organizzò in loco una grande divisione, ben supportata da personaggi del calibro del generale Jean-François Le Nepvou de Carfort, con la quale poté portare aiuto a Louis-Marie-Céleste d'Aumont, duca di Aumont, de Rochebaron e Piennes, comandante della 14ª divisione militare quando sbarcò al comando di 130 uomini, conquistando Arromanches, marciando poi su Bayeux e ritornando quindi a Caen l'8 luglio 1815. Promosso comandante del 5º reggimento di fanteria della casa militare del re sotto la Restaurazione, venne promosso generale il 4 ottobre 1815; il 2 novembre di quello stesso anno ricevette la croce di cavaliere dell'Ordine di San Luigi.
Nel 1816 venne nominato Presidente del Collegio Elettorale delle Côtes du Nord.
Creato barone con lettere patenti del 2 marzo 1816, il 4 ottobre 1819 venne promosso maresciallo di campo. Il 18 maggio 1820 divenne cavaliere dell'ordine della Legion d'onore, venendone promosso ufficiale il 25 aprile dell'anno successivo. Si dimise dal servizio militare attivo il 23 maggio del 1830. Nel maggio del 1832, durante l'insurrezione dei legittimisti, si schierò a favore di Enrico V contro Luigi Filippo d'Orléans, gestendo il 46º reggimento di fanteria e della guardia nazionale di Châteaubourg, Saint-Jean-sur-Vilaine, Saint-Aubin-des-Landes, Pocé-les-Bois e altri borghi; il 30 maggio 1832, al fianco di Jean-François Le Nepvou de Carfort, si scontrò con le forze del generale de Castres nella battaglia di Toucheneau. 
Morì il 17 gennaio 1847 a Fontainebleau, all'età di 80 anni.